# Roosevelt (Oklahoma)
Roosevelt – miasto w Stanach Zjednoczonych, w stanie Oklahoma, w hrabstwie Kiowa.